# (6164) Gerhardmüller
(6164) Gerhardmüller, désignation internationale (6164) Gerhardmuller, est un astéroïde de la ceinture principale.

## Description
(6164) Gerhardmüller est un astéroïde de la ceinture principale. Il fut découvert le 9 septembre 1977 à Naoutchnyï par Nikolaï Tchernykh. Il présente une orbite caractérisée par un demi-grand axe de 2,24 UA, une excentricité de 0,19 et une inclinaison de 4,8° par rapport à l'écliptique.

## Compléments